# Akranes
Akranes è un comune islandese situato nella regione di Vesturland. Fa parte del kaupstaðir di Akraneskaupstaður (è cioè una delle 14 città indipendenti) e del distretto elettorale nord occidentale.

## Storia
Akranes fu fondata nel XIX secolo come un villaggio di pescatori e solo nel 1942 fu formalmente riconosciuta come città. Da quel momento la popolazione è notevolmente aumentata, anche se la pesca rimane l'attività produttiva principale. Anche il commercio riveste una grande importanza, in quanto la città serve anche il circondario. Dagli anni cinquanta opera in città una fabbrica di cemento e dal 1998 una di alluminio.

## Sport
Akranes è la città della squadra di calcio ÍA Akranes che milita in Úrvalsdeild (premier league islandese).